# Hoevenvet
Hoevenvet (of hoefolie) is een samenstelling van olie en azijn, dat ervoor zorgt dat hoeven van paarden niet uitdrogen. Hoevenvet trekt in een droge hoef en sluit deze af voor vocht. Het aanbrengen van hoevenvet behoort tot de regelmatige verzorging van sportpaarden en heeft ook een cosmetische functie: de hoeven zien er verzorgd en glanzend uit.
In de natuur zorgt dauw, regen en water van een rivier of poel ervoor dat hoeven niet uitdrogen. Te lange en te droge hoeven kunnen brokkelig worden. Bij het houden van paarden tijdens droog weer op een droge weide of paddock kunnen de hoeven regelmatig met water worden afgespoten om zo uitdroging te voorkomen. Wanneer dit niet afdoende is kan hoevenvet gebruikt worden om droge, brokkelige hoeven te voorkomen.
Een hoefsmid kan bijdragen aan het voorkomen van afbrokkelende hoeven door tijdig de hoeven te bekappen of te beslaan en bij het aanbrengen van hoefijzers hoog te nagelen.